# Clifford Last

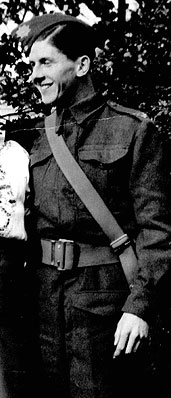
Clifford Last

Clifford Frank Last (Pooks Green, Southampton, 13 december 1918 – Melbourne, 20 oktober 1991) was een, in Engeland geboren, Australische beeldhouwer.

## Leven en werk
Clifford Frank Last ontving een beeldhouwopleiding in Engeland, maar emigreerde na de Tweede Wereldoorlog, in 1947, naar Australië. Hij voltooide zijn opleiding in Melbourne aan het Melbourne Technical College. Na een langdurig verblijf in Engeland (1950 en 1951) werden zijn werken abstracter. De door hem gebruikte materialen waren brons, aluminium, leisteen en vooral hout.
In 1953 richtte Last in Melbourne met de beeldhouwers Julius Kane, Inge King en Norma Redpath de beweging Group of Four op ter promotie van de moderne, abstracte beeldhouwkunst met industriële materialen en met gebruikmaking van geometrische vormen. 

## Centre Five group
In 1961 werd tijdens een bijeenkomst, die was georganiseerd door Julius Kane, de Centre Five Group of sculptors of Centre 5 opgericht. De Centre 5 Group werd genoemd naar het vijfpuntenplan, dat tijdens de bijeenkomst werd opgesteld. Deelnemers aan deze afsplitsing van de Victorian Sculptors' Society waren naast Clifford Last: Inge King, Norma Redpath, Vincas Jomantas, Teisutis Zikaras, Julius Kane en Lenton Parr. Een van de vijf punten was het contact met het publiek te verbeteren, hetgeen kon worden bereikt door groepsexposities. Door het feit dat zij uit de Sculptors' Society traden, werden hun exposities als concurrentie gezien, hetgeen leidde tot een diepe verdeeldheid in de beeldhouwgemeenschap. De eerste groepstentoonstellingen vonden plaats in 1963, 1964 en 1965. Ook in 1974 en 1984 werden werken van deze beeldhouwers tijdens Centre 5-exposities getoond.

## Trivia
Clifford Last was een zoon van de Britse Nella Last, schrijfster van een oorlogsdagboek, dat werd verfilmd door de Britse actrice Victoria Wood onder de titel Housewife 49. Het drama werd op 10 november 2006 uitgezonden door de televisiezender ITV en werd in 2007 bekroond met twee British Academy Television Awards, beter bekend als BAFTA Television Awards.